# Поларна пустиња
Поларна пустиња је простор с годишњом количином падавина мањом од 250 милиметара и средњом температуром најтоплијег месеца мањом од 10 °C. Поларне пустиње на Земљи покривају скоро 5 милиона квадратних километара и већином су равнице с каменом или шљунковитом подлогом. У тим пустињама истакнута обележја нису пешчане него снежне дине које се обично јављају у подручјима где су падавине локално обилније. Температурне разлике у поларним пустињама често прелазе тачку мржњења воде. Те „смрзавајуће-отапајуће“ алтернације обликују моделоване текстуре на тлу величине и до 5 метара у дужини.
Суве долине на Антарктику биле су без воде, која би се могла претворити у лед, хиљадама година.